# Juan Corona
Juan Coroa (Rio de Janeiro, Estado de Rio de Janeiro, Brasil - Venezuela, 1975) foi um actor e roteirista que desenvolveu sua actividade na Argentina inicialmente e na Venezuela depois. Era filho do actor de varietés e de circo de seu mesmo nome (que debutou na década de 1900 e actuou junto a Conchita Piquer e Carlos Gardel) e irmão da também da actriz Margarita Coroa.

## Carreira profissional
Iniciou-se no cinema em Vinte anos e uma noite (1940) e trabalhou em várias produções do selo Lumiton. O director Carlos Christensen dirigiu-o no canto do cisne (1945), A armadilha (1949), As seis suegras de Barba Azul (1945) e na morte caminha na chuva (1948), destacando-se em especial nesta última produção no papel do Dr. Lambas. Posteriormente, Coroa foi um dos actores que o director levou com ele a Venezuela, país onde o dirigiu em dois filmes: O demónio é um anjo (1949) e A balandra Isabel chegou esta tarde (1950). Coroa radicou-se na Venezuela e continuou trabalhando ali como actor, roteirista e director e faleceu nesse país em 1975.

## Filmografia
Actor
- Igualito a seu papai (1957)
- Alma libertada (1951)
- A balandra Isabel chegou esta tarde (1950) dir. Carlos Christensen (Venezuela)
- Homens a preço (1950)
- O demónio é um anjo (1949) dir. Carlos Christensen (Venezuela)
- A armadilha (1949) dir. Carlos Christensen... Dr. Vargas
- Eu não elegi minha vida (1949) …Gómez
- Anjos de uniforme (1949)
- A morte caminha na chuva (1948) dir. Carlos Christensen.... Lambas
- Eu vendo uns olhos negros (1948)
- O último guapo (1947)
- O diamante do Maharajá (1946)
- A dama da morte (1946) dir. Carlos Christensen (Chile)
- As seis suegras de Barba Azul (1945) dir. Carlos Christensen ...Espartaco
- A senhora de Pérez divorcia-se (1945)
- O canto do cisne (1945) dir. Carlos Christensen.... Doutor Menéndez
- Vinte anos e uma noite (1940)

Roteirista
- Caminho da verdade (1968)
- Eu quero uma mulher assim (1951)
- Por que mentiu a cigüeña?  (1949)
- Eu vendo uns olhos negros (1948)

Director
- O pequeno milagre (1964)
- Igualito a seu papai (1957)
- Por trás da noite (1950)
- Um sonho nada mais (1949)

## Televisão
- Bárbara (1971) Série .... José